# Rieumes
Rieumes è un comune francese di 3 612 abitanti situato nel dipartimento dell'Alta Garonna nella regione dell'Occitania.

## Storia

### Simboli
Lo stemma del comune è documentato nell'Armorial Général de France del 1696.

## Società

### Evoluzione demografica
Abitanti censiti